# Pandemija COVID-19 u Bosni i Hercegovini
Pandemija COVID-19 proširila se na Bosnu i Hercegovinu 5. ožujka 2020. godine. Prvi slučaj je zabilježen u Banjoj Luci koji je bio povezan sa slučajevima u Italiji.
Prema podatcima od 18. srpnja 2020. godine, u BIH je bilo 8 169 zabilježenih slučajeva (od toga 3 607 u RS, 4 458 u FBiH i 104 u BD), 3 648 oporavljenih i 246 preminulih osoba. 

## Povijest
5. ožujka 2020. zdravstveni dužnosnici Republike Srpske potvrdili su prvi slučaj COVID-19 u BiH. Kasnije istoga dana potvrđen je i drugi slučaj. Ti su slučajevi bili otac i sin za koje se smatralo da su zarazili virusom tijekom posjeta Italiji.
Federacija Bosne i Hercegovine 11. ožujka donijela je dvotjednu obustavu svih škola, srednjih škola i sveučilišta kako bi se spriječilo širenje virusa, što su kasnije produžili sve županije.
20. ožujka prvi su slučajevi potvrđeni u glavnomu gradu Sarajevu.
Bosanskohercegovačke tvrtke učinke su epidemije u Kini osjetile već ranije i to zbog blokade lanaca opskrbe koje su počele početkom 2020. godine. Uvoz iz Kine u siječnju bio je manji za 5,17% odnosno 2,4 milijuna KM u odnosu na isti mjesec 2019. godine. Već tada neke manje tvrtke, izvoznici i svi ostali koji su ovisili o specifičnim uvoznim proizvodima iz Kine, djelomično ili potpuno zaustavljaju svoju proizvodnju.
Brojni slučajevi u Federaciji Bosne i Hercegovine povezani su s jednim kongresom održanim u Konjicu 11. ožujka 2020. godine, na kojem je tvrtka "Igman" iz Konjica obilježila 70 godina postojanja tvrtke i na kojem je bilo oko 200 ljudi.

### Ograničenje kretanja
21. ožujka 2020. uvedena je satnica za cijelu Federaciju Bosne i Hercegovine svaki dan od 18:00 do 05:00, a njezina primjena započela je 22. ožujka 2020.

## Donacije
Izbornik hrvatske nogometne reprezentacije Zlatko Dalić donirao je 40 000 hrvatskih kuna Bolnici Fra Mihovil Sučić u svome rodnomu gradu Livnu, kao i Utah Jazz i hrvatski košarkaški reprezentativac Bojan Bogdanović koji su donirali 50 000 USD Sveučilišnoj kliničkoj bolnici u svojemu rodnomu gradu Mostaru.

## Vanjske poveznice

### Službene stranice
- Federacija BiH  Arhivirana inačica izvorne stranice od 27. ožujka 2020. (Wayback Machine)
- Republika Srpska  Arhivirana inačica izvorne stranice od 28. ožujka 2020. (Wayback Machine)
- Brčko Distrikt BiH  Arhivirana inačica izvorne stranice od 4. travnja 2020. (Wayback Machine)